# Stagonosporopsis
Stagonosporopsis — рід грибів. Назва вперше опублікована 1912 року.